# IC 4991
IC 4991 је ознака објекта на координатама са ректансцензијом 20h 17m 45,7s и деклинацијом - 41° 34" 55'. Открио га је Луис Свифт, 23. септембра 1897. Каснијим посматрањима на том положају није уочен никакав астрономски објекат.